# Bayan Obo
Bayan Obo, giản thể: 白云鄂博矿区; phồn thể: 白雲鄂博礦區; bính âm: Báiyún Èbó Kuàngqū, Hán Việt: Bạch Vân Ngạc Bác khoáng khu), hay Baiyun-Obo hoặc Baiyun'ebo, là một đơn vị hành chính trực thuộc thành phố Bao Đầu, khu tự trị Nội Mông Cổ, Trung Quốc. Đây là một khu vực khai khoáng ở phía tây của Nội Mông và cách trung tâm thành phố Bao Đầu hơn 120 kilômét (75 mi) về phía nam.
Các khu mỏ ở phía bắc của khu có trữ lượng đất hiếm lớn nhất trên thế giới được phát hiện cho tới nay, được cho là vào khoảng 90%. Vào năm 2005, nơi đây cung cấp 45% lượng đất hiếm cho thế giới.